# Sergio Jiménez García
Sergio Jiménez García (Cartagena, 21 februari 1993) is een Spaans profvoetballer, beter bekend onder de naam Sergio.
De speler werd opgeleid bij de jeugdploegen van La Manga, CD El Algar en Cartagena FC. Tijdens het seizoen 2012-2013 trad de laatstgenoemde ploeg op als B-ploeg voor FC Cartagena. Op 9 januari 2013 tekende hij zijn eerste professioneel contract van 1,5 seizoen bij FC Cartagena. Zijn eerste officiële wedstrijd zou hij spelen tegen CD El Palo, bij de start van het seizoen 2013-2014. Door een langdurige blessure aan de meniscus, die zelfs een chirurgische ingreep nodig maakte, zou hij dat seizoen maar 10 wedstrijden spelen. Op het einde van het seizoen werd zijn contract met 2 seizoenen verlengd. Tijdens het daaropvolgend seizoen 2014-2015 werd hij een basisspeler en speelde in het totaal 36 competitiewedstrijden en 1 bekerwedstrijd. Ook tijdens het seizoen 2015-2016 kon de ploeg, ondanks interesse van ploegen gelijk Sporting Gijón en UD Almería, de speler behouden en zou hij begin januari 2016 zijn contract verlengen tot juni 2019. Tijdens de laatste wedstrijd van de reguliere competitie werd de ploeg kampioen van de groep IV. Voor de play-off van de kampioenen werd de leider van groep I geloot, Rayo Majadahonda. De wedstrijd te Cartagonova werd met 2-1 gewonnen dankzij doelpunten van Rubén Cruz Gil en Isaac Aketxe Barrutia. Tijdens de terugwedstrijd zat het er lang goed uit, maar door een eigen doelpunt van Miguel Zabaco Tomé werd er met 1-0 verloren. Dankzij de kampioenstitel was er nog een tweede kans en die startte bij Celta de Vigo B, de vierde van groep I. De uitwedstrijd in Galicië eindigde op een scoreloos gelijkspel, waarna een doelpunt op vrijschop, getrapt door José Manuel López Gaspar, voldoende was om zich voor de finale te plaatsen. Voor deze laatste stap werd de vierde uit hun reeks, Extremadura UD, aangeduid. Nadat dat de heenwedstrijd met 1-0 verloren ging, werd tijdens de thuiswedstrijd niet gescoord door beide ploegen en miste Cartagena zo de promotie. Op het begin van het seizoen 2018-2019 bleek al snel dat de speler niet meer in het plaatje van de ploeg paste, en op 27 juli werd het contract in onderlinge overeenstemming stopgezet.
Op 30 juli 2018, de dag dat hij zijn afscheidsgesprek voerde met de lokale pers, kondigde reisgenoot Polideportivo Ejido zijn overstap voor seizoen 2018-2019 aan. Deze meer bescheiden ploeg zou op het einde van het seizoen 2018-2019 op een zeventiende plaats eindigen, wat de degradatie inhield. De speler volgde de ploeg niet en verlengde zijn contract niet.
Hij vond tijdens seizoen 2019-2020 onderdak bij Recreativo Huelva. Dit was geen toeval aangezien Alberto Jiménez Monteagudo trainer van de ploeg uit Huelva was geworden. Ze kenden elkaar van het twee en een half jaar dat Monteagudo trainer van FC Cartagena was geweest. Uit dezelfde ploeg stamde ook medespelers Enrique Rivero Pérez en Óscar Ramírez Martín. Toen de speler midden januari 2020 de ploeg verliet stond ze op een plaats in de middenmoot. Hij verhuisde tijdens de winterstop naar reeksgenoot Hércules CF, dat zich op dat ogenblik met een 18de plaats op een degradatieplaats bevond. Hij zou een basisplaats veroveren, maar begin maart de competitie werd stilgelegd door de coronapandemie. De ploeg profiteerde van het feit dat de Spaanse voetbalbond besliste om geen dalers te benoemen.
Tijdens de maand september 2020 tekende hij een contract bij F.C.La Unión Atlético, een nieuwkomer in de Tercera División. Daardoor zakte hij van het derde naar het vierde niveau van het Spaans voetbal. Bij deze ploeg wilde hij onder zijn bekende coach Manuel Sánchez Palomeque weer bouwen aan zijn vertrouwen. Tijdens het eerste seizoen zou hij vier scoren uit eenentwintig wedstrijden. De ploeg behaalde de play-offs voor de promotie naar de Segunda División RFEF. Tijdens de eerste ronde werd Cartagena F.C. UCAM nog met 3-1 na verlengingen uitgeschakeld. In de volgende ronde werd met 0-0 na verlengingen gelijkgespeeld op het veld van de latere stijger Mar Menor FC Tercera División. Aangezien deze ploeg hoger geëindigd was tijdens de competitie, plaatste zij zich voor de volgende ronde. De speler verlengde voor het seizoen 2021-2022 zijn contract en kwam zo in de nieuwe Tercera División RFEF terecht. Dit hield in dat hij nu afgezakt was van het vierde naar het vijfde niveau van het Spaans voetbal. Hij was een van de smaakmakers, die ervoor zorgden dat de club op een derde plaats eindigde en na het spelen van de eindronde de promotie konden afdwingen.
Hij volgde de ploeg echter niet en bleef in de Tercera Federación door te tekenen bij streekgenoot CD Algar. Deze ploeg was een nieuwkomer, maar kon op het einde van het seizoen het behoud in de Tercera Federación niet veilig stellen.
Hij volgde de ploeg echter niet naar Preferente, maar tekende bij een andere ploeg uit deze reeks, CD San Ginés de la Jara.